# ديفيد كوريا دا فونسيكا
ديفيد كوريا دا فونسيكا (بالبرتغالية: David Corrêa da Fonseca) هو لاعب كرة قدم برازيلي في مركز الهجوم، ولد في 17 أكتوبر 1995 في فيتوريا، البرازيل في البرازيل. لعب مع نادي كروزيرو.

## وصلات خارجية
- ديفيد كوريا دا فونسيكا على موقع قاعدة بيانات كرة القدم.إي يو (الإنجليزية)
- ديفيد كوريا دا فونسيكا على موقع Soccerway.com (الإنجليزية)